# Another Day
Another Day – singel promujący płytę Images and Words zespołu Dream Theater.

## Lista utworów
1. "Another Day" – 4:22
2. "A Fortune In Lies (Live)" – 6:00
3. "Another Day (Live)" – 4:43